# Pouso Novo
Pouso Novo là một đô thị thuộc bang Rio Grande do Sul, Brasil. Đô thị này có diện tích 106,532 km², dân số năm 2007 là 2017 người, mật độ 18,93 người/km².